# Elsie Lappin
Elsie Lappin is een fictieve persoon uit de Britse televisieserie Coronation Street. Deze rol werd gespeeld door Maudie Edwards

## Leven
Elsie Lappin (geboren Castleway) was de eigenaar van de Corner Shop in Coronation Street van 1945 tot 1960. In haar jeugd was ze zangeres. In 1930 trouwde ze met Tommy Foyle. Samen met hem bestierde ze de Corner Shop. Foyle overleed in 1945. Ze hadden samen twee kinderen, Hilda en Shelagh. Na de dood van haar man baatte Elsie de winkel alleen uit.
In 1960 besloot Elsie met pensioen te gaan. Ze kocht een bungalow in Kontt End. De winkel werd overgenomen door Florrie Lindley. Na de verkoop bleef Elsie nog een paar dagen in de winkel werken om Florrie het reilen en zijlen van de winkel uit te leggen. Daarna verliet ze Coronation Street voorgoed.
Concepta Riley · Elsie Lappin · Florrie Lindley · Joan Akers · Lionel Petty· May Hardman · Sandra Petty · Vera Lomax